# Miami Heat 2002-2003
La stagione 2002-03 dei Miami Heat fu la 15ª nella NBA per la franchigia.
I Miami Heat arrivarono settimi nella Atlantic Division della Eastern Conference con un record di 25-57, non qualificandosi per i play-off.

## Regular season
| Squadra            | V  | P  | PCT  | GB |
| ------------------ | -- | -- | ---- | -- |
| N.J. Nets          | 49 | 33 | 59,8 | -  |
| Philadelphia 76ers | 48 | 34 | 58,5 | 1  |
| Boston Celtics     | 44 | 38 | 53,7 | 5  |
| Orlando Magic      | 42 | 40 | 51,2 | 7  |
| Wash. Wizards      | 37 | 45 | 45,1 | 12 |
| N.Y. Knicks        | 37 | 45 | 45,1 | 12 |
| Miami Heat         | 25 | 57 | 30,5 | 24 |

## Roster
| N° | Naz.                     | Ruolo | Sportivo           | Anno | Alt. | Peso \|\| |
| -- | ------------------------ | ----- | ------------------ | ---- | ---- | --------- |
| 1  | Stati Uniti (bandiera)   | G     | Travis Best        | 1972 | 180  | 83        |
| 3  | Stati Uniti (bandiera)   | A     | LaPhonso Ellis     | 1970 | 203  | 109       |
| 4  | Stati Uniti (bandiera)   | GA    | Caron Butler       | 1980 | 201  | 98        |
| 5  | Stati Uniti (bandiera)   | G     | Eddie House        | 1978 | 185  | 82        |
| 6  | Stati Uniti (bandiera)   | GA    | Eddie Jones        | 1971 | 198  | 86        |
| 7  | Stati Uniti (bandiera)   | G     | Mike James         | 1975 | 188  | 85        |
| 21 | Stati Uniti (bandiera)   | A     | Sean Lampley       | 1979 | 201  | 103       |
| 22 | Nuova Zelanda (bandiera) | AC    | Sean Marks         | 1975 | 208  | 113       |
| 25 | Stati Uniti (bandiera)   | G     | Anthony Carter     | 1975 | 185  | 86        |
| 35 | Stati Uniti (bandiera)   | A     | Malik Allen        | 1978 | 208  | 116       |
| 44 | Stati Uniti (bandiera)   | A     | Brian Grant        | 1972 | 206  | 115       |
| 45 | Stati Uniti (bandiera)   | GA    | Rasual Butler      | 1979 | 201  | 93        |
| 50 | Georgia (bandiera)       | C     | Vladimer St'epania | 1976 | 213  | 107       |
| 54 | Stati Uniti (bandiera)   | AC    | Ken Johnson        | 1978 | 211  | 109       |

## Staff tecnico
- Allenatore: Pat Riley
- Vice-allenatori: Stan Van Gundy, Bob McAdoo, Erik Spoelstra, Keith Askins
- Preparatore fisico: Bill Foran